# 1939年の音楽
1939年の音楽（1939ねんのおんがく）では、1939年（昭和14年）の世界の音楽について記述する。

## 概要
ハリー・ジェイムズが自身のオーケストラのドラマーに、バディ・リッチを起用した

## 洋楽・出版曲
- グレン・ミラー「ムーンライト・セレナーデ」
- コダーイ・ゾルターン「ハンガリー民謡「孔雀は飛んだ」による変奏曲」
- ジーン・オートリー 「バック・イン・ザ・サドル・アゲイン」
- ジミー・デイビスとチャールズ・ミッチェル「ユー・アー・マイ・サンシャイン」
- ジュディ・ガーランド「虹の彼方に」
- ジョー・ガーランド「イン・ザ・ムード」
- ドミートリイ・ショスタコーヴィチ「交響曲第6番」
- ビリー・ホリデイ「奇妙な果実」
- ベニー・グッドマン[2]「フライング・ホーム」
- ヘルムス・ニール「エリカ」
- ホアキン・ロドリーゴ「アランフエス協奏曲」
- ララ・アンデルセン「リリー・マルレーン」
- ラリー・クリントン&ヒズ・オーケストラ「夢のディープ・パープル」
- 黎莉莉「何日君再来」
- ロス・バグダサリアンとウィリアム・サローヤン「家へおいでよ」

## 邦楽シングル
- 青葉笙子「千曲流れて」「夢の北京」
- 秋田喜美子「あの子はたあれ」
- 淡谷のり子「夜のタンゴ」「鈴蘭物語」
- 市丸「兵隊甚句 (w.鈴木正夫)」
- 伊藤久男、二葉あき子「白蘭の歌」「くろがねの力」
- 上原敏「俺は船乗り」
- 岡晴夫「上海の花売娘」「港シャンソン」
- 笠置シヅ子「ラッパと娘」
- 北廉太郎「出船の唄」「追憶の馬車」「青春の丘」
- 霧島昇「愛の紅椿」「純情二重奏 (w.高峰三枝子)」「一杯のコーヒーから (w.ミス・コロムビア)」「愛染草紙」「愛染夜曲」
- 小林千代子「旅のつばくろ」
- 塩まさる「九段の母」
- 東海林太郎「名月赤城山」「樺太行進歌」
- 田端義夫「大利根月夜」「島の船唄」
- ディック・ミネ「或る雨の午後」
- 徳山璉「機関兵の手記」「カメラの戦士」
- 中野忠晴「チャイナ・タンゴ」
- 波岡惣一郎「山は呼ぶ 野は呼ぶ 海は呼ぶ」
- 林東馬「戦線夜更けて」
- 藤山一郎「懐かしのボレロ」「せめて淡雪」
- 二葉あき子「蘭の花」「古き花園」
- 松平晃「小鳥売りの歌」
- 三門順子「暁の決死隊」
- 美ち奴「吉良の仁吉」
- 山田一雄「荘厳なる祭典」
- 山中みゆき「ほんとにほんとに御苦労ね」
- 由利あけみ「熱海ブルース」「長崎物語」「忘られぬ瞳」
- 米山博夫「従軍記者日記」「戦線お国自慢 (w.鈴木正夫,波岡惣一郎)」
- 渡辺はま子「長崎のお蝶さん」「いとしあの星」「広東ブルース」「月の Fyutte」「何日君再來」
- 童謡「お猿のかごや」「ちんから峠」「やぎさんゆうびん」
- 県民歌「徳島県民歌」
- 球団歌「巨人軍の歌」
- 戦時歌謡/軍歌「出征兵士を送る歌」(作詞・作曲/生田大三郎、林伊佐緒、歌・林伊佐緒など）「太平洋行進曲」(作詞・作曲/横山正徳、布施元。歌・藤原義江・四家文子）「父よあなたは強かった」(作詞・作曲/福田節、明本京静。歌・霧島昇など）、藤原義江歌唱「愛馬進軍歌」樋口静雄歌唱「戦友の唄」

## 音楽イベント
- 5月　ロンドンで国際会議が開かれ、a'=440Hzと決められる。

## 誕生
- 1月3日 - 荒憲一（ピアニスト、+2020年・81歳没）
- 1月9日 - 西田佐知子（大阪府、歌手）
- 1月10日 - スコット・マッケンジー（シンガーソングライター、+2012年・73歳没）
- 1月12日 - かまやつひろし（京都府、ミュージシャン、+2017年・78歳没）
- 1月12日 - 安井かずみ（神奈川県、作詞家、+1994年・55歳没）
- 1月17日 - 寺内タケシ（茨城県、ギタリスト、寺内タケシとブルージーンズ、+2021年・82歳没）
- 1月19日 - フィリップ・エヴァリー（歌手、エヴァリー・ブラザース、+2014年・74歳没）
- 1月22日 - 千葉真一（俳優・歌手）
- 1月22日 - 湯川れい子（東京都、音楽評論家・作詞家）
- 2月1日 - ジョー・サンプル（、ジャズピアニスト、+2014年・75歳没）
- 2月10日 - ロバータ・フラック（、シンガーソングライター）
- 2月11日 - ジェリー・ゴフィン（作詞家、+2014年・75歳没）
- 2月12日 - レイ・マンザレク（、オルガニスト、ドアーズ、+2013年・74歳没）
- 2月22日 - 山下敬二郎（東京都、歌手、+2011年・71歳没）
- 3月8日 - 劉詩昆（ピアニスト）
- 3月13日 - 池田鴻（長崎県、歌手、+1988年・48歳没）
- 3月13日 - ニール・セダカ（、シンガーソングライター）
- 3月19日 - 及川三千代（歌手、+2014年・75歳没）
- 3月23日 - ボリス・ティシチェンコ（作曲家、+2010年）
- 4月2日 - マーヴィン・ゲイ（、歌手、+1984年・44歳没）
- 4月4日 - ヒュー・マセケラ（トランペット奏者、+2018年・78歳没）
- 4月5日 - 畠山みどり（北海道、演歌歌手）
- 4月16日 - ダスティ・スプリングフィールド（、歌手、+1999年・59歳没）
- 4月16日 - 水谷八重子 (2代目)（女優・歌手）
- 4月23日 - パトリック・ウィリアムズ（指揮者、+2018年・79歳没）
- 4月27日 - ヘイミッシュ・ミルン（ピアニスト、+2020年・80歳没）
- 5月7日 - ホセ・アントニオ・アブレウ（作曲家・政治家、+2018年・78歳没）
- 5月19日 - ソニー・フォーチュン（ジャズ・サクソフォーン奏者、+2018年・79歳没）
- 5月21日 - 中村泰士（奈良県、作曲家・作詞家、+2020年・81歳没）
- 5月21日 - ハインツ・ホリガー（オーボエ奏者・指揮者）
- 5月23日 - ミシェル・コロンビエ（音楽プロデューサー、+2004年・65歳没）
- 6月8日 - ビル・ワトラス（トロンボーン奏者、+2018年・78歳没）
- 6月9日 - イレアナ・コトルバシュ（ソプラノ歌手）
- 6月11日 - バーナード・パーディ（、ドラマー）
- 7月6日 - ジェット・ハリス（ベーシスト、シャドウズ、+2011年・71歳没）
- 7月8日 - 橋本淳（東京都、作詞家）
- 7月10日 - 菅野光亮（宮城県、作曲家・ジャズピアニスト、+1983年・44歳没）
- 7月7日 - 森聖二（歌手、ロス・プリモス、+2009年・70歳没）
- 7月14日 - エドゥアルト・ブルンナー（クラリネット奏者、+2017年・77歳没）
- 7月14日 - カレル・ゴット（歌手、+2019年・80歳没）
- 7月17日 - スペンサー・デイヴィス（歌手、スペンサー・デイヴィス・グループ、+2020年・81歳没）
- 7月17日 - ミルバ（歌手・女優、+2021年・81歳没）
- 7月31日 - ステュアート・ベッドフォード（指揮者・ピアニスト、+2021年・81歳没）
- 8月3日 - ロイ・C（シンガーソングライター、+2020年・81歳没）
- 8月19日 - ジンジャー・ベイカー（、ドラマー、クリーム、+2019年・80歳没）
- 9月10日 - エリーザベト・ホイナツカ（チェンバロ奏者、+2017年・77歳没）
- 9月10日 - シンシア・レノン（ジョン・レノン前妻、+2015年・75歳没）
- 9月12日 - 大野克夫（京都府、作曲家）
- 9月14日 - トニー・フーパー（ギタリスト、ストローブス、+2020年・81歳没）
- 9月17日 - 杉紀彦（放送作家・作詞家、+2018年・80歳没）
- 9月24日 - ソニー・ターナー（歌手、プラターズ）
- 9月24日 - ウェイン・ヘンダーソン（トロンボーン奏者、ザ・クルセイダーズ、+2014年・74歳没）
- 10月5日 - マリー・ラフォレ（女優・歌手、+2019年・80歳没）
- 10月8日 - アラダー・ペゲ（ジャズベース奏者、+2006年・66歳没）
- 10月8日 - 北原謙二（歌手・俳優、+2005年・65歳没）
- 10月19日 - 菊地雅章（ジャズピアニスト、+2015年・75歳没）
- 10月21日 - 五月みどり（歌手・タレント・女優）
- 10月30日 - グレイス・スリック（シンガーソングライター）
- 10月31日 - アリ・ファルカ・トゥーレ（ギタリスト、+2006年・66歳没）
- 11月9日 - 佐川満男（歌手・俳優・タレント）
- 11月15日 - 加藤みどり（声優・女優・歌手）
- 11月17日 - 内田裕也（兵庫県、ミュージシャン、内田裕也とザ・フラワーズ、+2019年・79歳没）
- 11月26日 - ティナ・ターナー（、歌手）
- 11月30日 - ワルター・ウェラー（ヴァイオリニスト・指揮者、+2015年・75歳没）
- 12月5日 - 沢田靖司（ジャズ歌手、+2017年・77歳没）
- 12月8日 - ジェームズ・ゴールウェイ（フルート奏者・指揮者）
- 12月23日 - 小田啓義（ピアニスト・キーボーディスト、ジャッキー吉川とブルー・コメッツ）
- 12月23日 - 水森亜土（イラストレーター・歌手・女優）
- 12月25日 - 夏八木勲（俳優・声優・歌手、+2013年・73歳没）
- 12月25日 - ボブ・ジェームス（、ジャズピアニスト）
- 12月26日 - フィル・スペクター（音楽プロデューサー、+2021年・81歳没）
- 月日不明 - 平田隆夫（作曲家・ジャズピアニスト、平田隆夫とセルスターズ、+2011年・72歳没）

## 死去
- 1月9日 - ヨハン・シュトラウス3世、音楽家（* 1866年）
- 2月11日 - フランツ・シュミット、作曲家（* 1874年）
- 4月25日 - ジョン・フォウルズ、作曲家（* 1880年）
- 6月2日 - エンリケ・フェルナンデス・アルボス、ヴァイオリニスト・作曲家（* 1863年）
- 9月1日 - 橘糸重、音楽家（* 1873年）
- 12月8日 - アーネスト・シェリング、ピアニスト・指揮者・作曲家（* 1876年）